# Arroyo Saladillo (Santa Fe)
El arroyo Saladillo es un pequeño afluente del río Paraná, que desemboca entre las ciudades de Rosario y de Villa Gobernador Gálvez, en la provincia de Santa Fe, a 32°59′56″S 60°36′39″O / -32.99889, -60.61083. Es línea de frontera interjurisdiccional entre esas dos localidades del Gran Rosario, y es uno de los dos importantes afluentes del río Paraná en esa área, junto al arroyo Ludueña al norte. 

## Cuenca
A pesar de ser nombrado arroyo, el arroyo Saladillo, es en realidad un río, con un área de escurrimiento de 3.205 km² y sirve una importante área del sur de la provincia de Santa Fe; económicamente para la agricultura, y demográficamente, ya que en sus últimos tramos atraviesa un área densamente poblada (El Gran Rosario tiene más de 1 millón de habitantes). 
Muchas de las vías del curso están canalizadas y necesitan periódicos dragados para reducir el embancamiento del lecho, por sedimentos de la erosión. El uso intensivo de agricultura: Cinturón Verde del Gran Rosario, vuelca contaminantes al agua como químicos pesticidas y fertilizantes. 
Las zonas marginales alrededor del cauce son inundables. El curso bajo, atravesando áreas densamente pobladas, es contaminado por residuos industriales y domésticos.